# Kék szúnyogkapó
A kék szúnyogkapó (Polioptila plumbea, illetve Polioptila caerulea) a madarak osztályának a verébalakúak (Passeriformes) rendjéhez és a szúnyogkapófélék (Polioptilidae) családjához tartozó faj.

## Előfordulása
Kanada, az Amerikai Egyesült Államok, Mexikó, a Bahama-szigetek, a Kajmán-szigetek, Kuba, Belize, Guatemala, Honduras, Salvador, valamint a Turks- és Caicos-szigetek területén honos. A természetes élőhelye a erdőkben, cserjésekben és az esőerdőkben van. Költöző madár.

## Alfajai
- Polioptila caerulea caerulea (Linnaeus, 1766)
- Polioptila caerulea caesiogaster Ridgway, 1887
- Polioptila caerulea comiteca A. R. Phillips, 1991
- Polioptila caerulea cozumelae Griscom, 1926
- Polioptila caerulea deppei Van Rossem, 1934
- Polioptila caerulea nelsoni Ridgway, 1903
- Polioptila caerulea obscura Ridgway, 1883
- Polioptila caerulea perplexa A. R. Phillips, 1991[2]

## Megjelenése
Testhossza 12 centiméter, szárnyfesztávolsága 16 centiméter, testtömege 5-7 gramm.
|  |

## Külső hivatkozások
- ↑ Google.hu:  Képek az interneten a fajról
- ↑ Ibc.lynxeds.com:  Internet Bird Collection - videók a fajról
- Xeno-canto.org - a faj hangja és elterjedési területe